# Clachnaharry

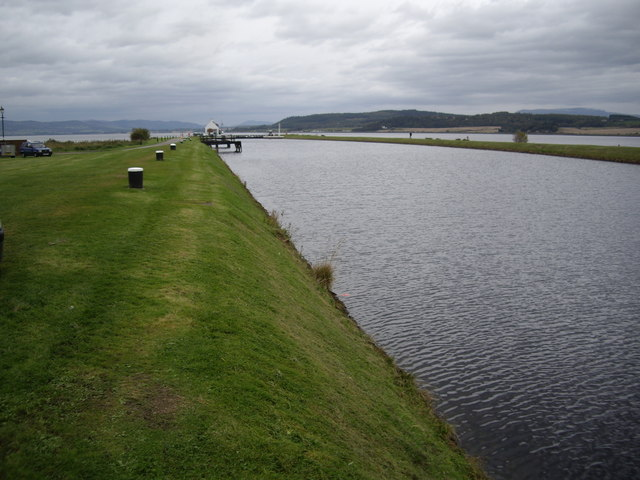
Du bord du canal jusqu'à la dernière écluse avant la mer.

Clachnaharry (prononcé en anglais : [k l æ x n ə ˈ h ær i] ; en gaélique écossais : Clach na h-Aithrigh) est un ancien village de pêcheurs faisant partie d'Inverness, dans le council area du Highland, en Écosse. Clachnaharry se trouve sur la rive sud du Beauly Firth, à environ 3,5 km (2 miles) à l'ouest du centre de la cité. 
On a souvent dit à tort que le village tirait son nom du gaélique Clach na Faire, 'pierre du gardien', qui fait référence aux rochers voisins utilisés comme poste de guet par les habitants d'Inverness. Le livre récent "The Gaelic Place Names and Heritage of Inverness" de Roddy Maclean a souligné que le nom dérive en fait de Clach na h-Aithrigh, Stone of Repentance.

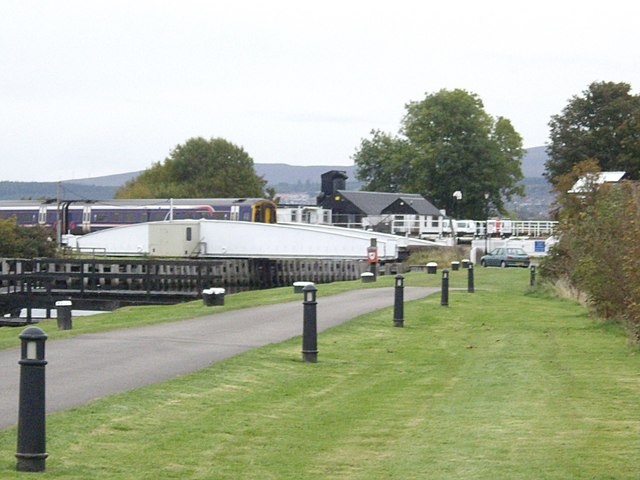
Le pont tournant ferroviaire sur le canal.

Le canal calédonien commence à Clachnaharry, se connectant au Beauly Firth via une écluse. La ligne ferroviaire Far North Line traverse le canal sur un pont tournant. Clachnaharry a possédé une gare. Cette gare a ouvert ses portes en 1869 sur l'Inverness and Ross-shire Railway. C'était le premier arrêt après Inverness mais elle a fermé en 1913.
Un monument commémore la bataille de Clachnaharry entre le clan Munro et le clan Chattan en 1454.

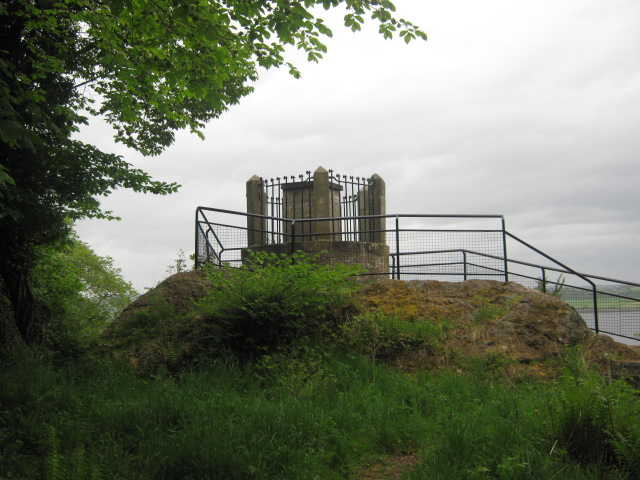
Monument à la Bataille de Clachnaharry.